# Наука в Івано-Франківську

## Загальна інформація
За даними статистичного спостереження на 1.10.2008 рік, в області працювало 1558 спеціалістів вищої кваліфікації, в тому числі докторів наук — 202 особи, кандидатів наук — 1356 осіб. Порівняно з попереднім роком чисельність докторів наук збільшилась на 3,6%, а кандидатів наук — на 6,5%.
Серед представників наукової еліти краю вищі вчені звання академіка та члена-кореспондента мають 32 доктори наук та 26 кандидатів наук, професора — 146 та 15 осіб, відповідно.
Понад 36% загальної чисельності спеціаластів вищої кваліфікації, а це 563 особи, — жінки. З них 6% — доктори наук та 94% — кандидати наук.
Майже кожний третій фахівець знаходиться у найпродуктивнішому віці — до 40 років, що свідчить про наявність достатньо активного наукового потенціалу. Після досягнення пенсійного віку продовжують працювати 19% жінок та 30% чоловіків.
Переважаюча кількість спеціалістів вищої кваліфікації — докторів та кандидатів наук, як і в попередні роки, зосереджена у сфері вищої освіти. Зокрема, в Прикарпатському національному університеті ім. В.Стефаника — 499, національному технічному університеті нафти і газу — 346, національному медичному університеті — 337 осіб.
Розвиток науково-технологічної сфери є одним із важелів поступового входження нашої держави до спільноти розвинених країн світу, розширення та поглиблення участі у відповідних європейських структурах.
У 2008р. виконанням наукових та науково-технічних робіт в області займалося 27 організацій, майже 11% з яких — організації академічного сектору науки, 78% — галузевого, 11% — вищої освіти.
Протягом ряду років залишається найбільшою кількість організацій, які виконують роботи в галузі технічних наук. Окремі наукові організації області спеціалізуються у галузі сільськогосподарських, геологічних,  медичних, економічних, педагогічних наук, або мають багатогалузевий профіль.
Чисельність працівників наукових установ та організацій у 2008р. зменшилась порівняно з попереднім роком на 5,7% і становила 1094 особи. У роботах на умовах сумісництва взяли участь 852 науковці, що на 37% менше, ніж у 2007р.
Кожний четвертий серед наукових працівників з урахуванням сумісників — це спеціаліст вищої кваліфікації з науковим ступенем. Всього у різних галузях економіки області працювали станом на 1.10.2008р. 1558 докторів та кандидатів наук.
Обсяг науково-технічних робіт, виконаних власними силами наукових організацій області, у минулому році склав майже 51 млн грн. Серед виконаних робіт 20 спрямовано на створення нових виробів, 133 — нових технологій, 35 — нових матеріалів, 8 — сортів рослин, 125 — методів та теорій тощо.
Фінансування науково-технічної діяльності здійснювалося в основному за рахунок коштів організацій-замовників України (71% загального обсягу). Частка асигнувань з державного та місцевих бюджетів становила 27% проти 15,5% у 2000р.
Новаторська активність працівників, зайнятих в економіці області, досить висока порівняно з іншими регіонами держави. Кількість її учасників в розрахунку на 10 тис. працюючих становила у 2008р. 42 особи, що відповідає 4 місцю серед регіонів України, після Харківської (61), Донецької (52) та Запорізької (47) областей.
Всього над створенням винаходів, корисних моделей, промислових зразків та раціоналізаторських пропозицій працювали 1038 осіб проти 1041 у 2007р., у тому числі авторів раціоналізаторських пропозицій — 397 проти 389 осіб.
Державним департаментом інтелектуальної власності України на ім’я заявників в області протягом року видано 246 охоронних документів, з них 149 — на корисні моделі.
Кількість використаних винаходів, корисних моделей, промислових зразків та раціоналізаторських пропозицій склала за рік 743 і зросла проти попереднього року на 13,6%.
Протягом 2008 р. в м.Івано-Франківську інноваційною діяльністю займалося кожне третє з обстежених промислових підприємств.
Найсприйнятливішими до нововведень були підприємства з виробництва харчових продуктів та напоїв, іншої неметалевої мінеральної продукції, машинобудування, де частка тих, що займалися інноваціями, склала 43–67%.
Протягом року у промисловості освоєно виробництво 33 найменувань інноваційних видів продукції, у тому числі 6 видів машин,  апаратів, приладів, впроваджено 15 нових технологічних процесів, 73,3% з яких ресурсозберігаючі.
На проведення інноваційних заходів у 2008 р. було витрачено 103,1 млн грн., з яких майже 40% склали витрати підприємств машинобудування та 38,7% — з виробництва харчових продуктів та напоїв. Більшість підприємств (55,6%) виконували інноваційні роботи за рахунок власних коштів, частка яких в загальному обсязі фінансування склала 61,9%. Кредитами забезпечено 17,1% обсягу інноваційних витрат, коштами державного та місцевих бюджетів — 3,8% та 1,3% відповідно.
Майже 93% інноваційно активних підприємств реалізовували інно-ваційну продукцію, обсяг якої у 2008 р. склав 378,2 млн грн. або 15,7% загального обсягу реалізації, проти 235,9 млн грн. та 13,7% у попередньому році
Кожне третє машинобудівне підприємство здійснювало інноваційну діяльність. У 2008р. на інноваційні роботи підприємства витратили 41,1 млн грн., що майже на рівні попереднього року. Ними реалізовано 71,4 млн грн. інноваційної продукції, або 9% загального обсягу реалізованої продукції галузі.

## Вчені Івано-Франківська[5]
- Благун Іван Семенович — Заслужений діяч науки і техніки України (2009), доктор економічних наук, професор, завідувач кафедри економічної кібернетики Прикарпатського національного університету імені В. Стефаника.

- Бойко Василь Степанович — Заслужений діяч науки і техніки України (1994), доктор технічних наук, професор кафедри розробки і експлуатації нафтових і газових родовищ Івано-Франківського національного технічного університету нафти і газу, академік Української нафтогазової академії.

- Василюк Михайло Дмитрович — Заслужений діяч науки і техніки України  (2006), доктор медичних наук, професор Івано-Франківського національного медичного університету.

- Векерик Василь Іванович — Заслужений діяч науки і техніки України (2007),  завідувач кафедри теоретичної механіки, дійсний член Української нафтової академії, член Президії академії, керівник відділення „Нафтогазове обладнання і механізми”, член-кореспондент Гірничої академії України, Лауреат Державної премії України в галузі науки і техніки.

- Геник Степан Миколайович — Заслужений діяч науки і техніки України (1995), доктор медичних наук, професор Івано-Франківського національного медичного університету.

- Грабовецький Володимир Васильович — Заслужений діяч науки і техніки України (1995), доктор історичних наук, професор Прикарпатського національного університету імені В. Стефаника.

- Дикий Богдан Миколайович — Заслужений діяч науки і техніки України (2005), доктор медичних наук, професор, завідувач кафедри інфекційних хвороб з курсом епідеміології Івано-Франківського національного медичного університету.

- Качкан Володимир Атаназійович — Заслужений діяч науки і техніки України (2003), доктор філософських наук, професор, академік вищої школи, завідувач кафедри українознавства з курсом філософії Івано-Франківського національного медичного університету.

- Карпаш Олег Михайлович — Заслужений діяч науки і техніки України (2001), доктор технічних наук, професор, проректор з наукової роботи Івано-Франківського національного технічного університету нафти і газу, академік Української нафтогазової академії, Гірничої академії та Міжнародної академії стандартизації, Лауреат Державної премії України в галузі науки і техніки.

- Кондрат Роман Михайлович — Заслужений діяч науки і техніки України (1994), доктор технічних наук, професор, завідувач кафедри розробки і експлуатації нафтових і газових родовищ Івано-Франківського національного технічного університету нафти і газу, Заслужений працівник „Укргазпрому”, академік Української нафтогазової академії, член-кореспондент Академії гірничих наук України, Лауреат Державної премії України в галузі науки і техніки.

- Кононенко Віталій Іванович — Заслужений діяч науки і техніки України (1989), доктор філологічних наук, професор, радник ректора, завідувач кафедри загального та германського мовознавства Прикарпатського національного університету імені В. Стефаника, академік АНП України.

- Крижанівський Євстахій Іванович — Заслужений діяч науки і техніки України (2002), доктор технічних наук, професор, ректор Івано-Франківського національного технічного університету нафти і газу, Заслужений працівник “Укргазпрому”, Почесний розвідник надр, дійсний член Міжнародної академії наук вищої школи, Академії наук вищої школи України, Української нафтогазової академії, Академії гірничих наук України, Лауреат Державної премії України в галузі науки і техніки.

- Кугутяк Микола Васильович — Заслужений діяч науки і техніки України (2007), доктор історичних наук, професор, директор інституту історії і політології, завідувач кафедри етнології і археології Прикарпатського національного університету імені В. Стефаника.

- Кузьменко Едуард Дмитрович — Заслужений діяч науки і техніки України (2008), доктор геолого-мінералогічних наук, професор, завідувач кафедри геотехногенної безпеки та геоінформатики Івано-Франківського національного технічного університету нафти і газу, „Почесний розвідник надр”, академік Української нафтогазової академії, Міжнародної академії авторів наукових відкриттів та винаходів.

- Левицький Володимир Андрійович — Заслужений діяч науки і техніки України (2009), доктор медичних наук, професор, завідувач кафедри анатомії людини Івано-Франківського національного медичного університету.

- Марчук Василь Васильович — Заслужений діяч науки і техніки України (2010), доктор історичних наук, професор, завідувач кафедри політології Прикарпатського національного університету ім. Василя Стефаника.

- Орбан-Лембрик Лідія Ернестівна — Заслужений діяч науки і техніки України (2000), доктор психологічних наук, професор, завідувач кафедри соціальної психології Прикарпатського національного університету ім. Василя Стефаника.

- Остафійчук Богдан Костянтинович — Заслужений діяч науки і техніки України (2005),  доктор фізико-математичних наук, професор, ректор Прикарпатського національного університету ім. В. Стефаника, завідувач кафедри матеріалознавства та новітніх технологій, член-кореспондент НАН України, Лауреат Державної премії України в галузі науки і техніки.

- Рижик Валер’ян Миколайович — Заслужений діяч науки і техніки України (2009), доктор медичних наук, професор, завідувач кафедри радіології з курсом радіаційної медицини Івано-Франківського національного медичного університету.

- Рожко Микола Михайлович – Заслужений діяч науки і техніки України (2003), доктор медичних наук, професор, завідувач кафедри стоматології факультету післядипломної освіти, проректор з міжнародних відносин Івано-Франківського національного медичного університету.

- Семенцов Георгій Никифорович — Заслужений діяч науки і техніки України (2009), доктор технічних наук, професор, завідувач кафедри автоматизації технологічних процесів і моніторингу в екології Івано-Франківського національного технічного університету нафти і газу.

- Середюк Нестор Миколайович – Заслужений діяч науки і техніки України (1990),  доктор медичних наук, професор, проректор з наукової роботи Івано-Франківського національного медичного університету, завідувач кафедри внутрішньої медицини №2, академік Академії наук технологічної кібернетики України.

- Ткачук Ірина Григорівна — Заслужений діяч науки і техніки України (2007), доктор економічних наук, професор, завідувач кафедри фінансів Прикарпатського національного університету імені В. Стефаника, керівник наукової школи з проблем регіональної економіки, засновник Прикарпатського науково-аналітичного центру.

- Фреїк Дмитро Михайлович — Заслужений діяч науки і техніки України (1993), доктор хімічних наук, професор, керівник фізико-хімічного інституту Прикарпатського національного університету ім. В. Стефаника, академік Міжнародної термоелектричної академії, дійсний член Нью-Йоркської академії наук, Соросівський професор.

- Хороб Степан Іванович — Заслужений діяч науки і техніки України (2010), доктор філологічних наук, професор, директор інституту філології, завідувач кафедри української літератури Прикарпатського національного університету імені В. Стефаника.

- Шевчук Михайло Григорович — Заслужений діяч науки і техніки України (1994), доктор медичних наук, професор.

- Яремійчук Роман Семенович — Заслужений діяч науки і техніки Української РСР (1988), доктор технічних наук, професор, декан факультету морських нафтогазових технологій Івано-Франківського національного технічного університету нафти і газу, академік  Української нафтогазової академії, член Російської академії природничих наук ім. В. Вернадського, дійсний член Білоруської гірничої академії.